# Parlamentní volby v Severní Koreji v roce 1959
Dne 19. července 1959 se v Korejské lidově demokratické republice konaly doplňovací parlamentní volby v 56 volebních obvodech. Důvodem doplňovacích voleb byl neobvykle vysoký počet neobsazených míst (více než čtvrtina křesel) v Nejvyšším lidovém shromáždění.
Neobsazená místa byla způsobena čistkami, které následovaly po pokusu o státní převrat známém jako srpnový incident v roce 1956. Ačkoli mezitím proběhly plánované parlamentní volby v roce 1957, čistky pokračovaly i v roce 1959. Do doplňovacích voleb bylo vyhozeno 51 poslanců a dalších pět zemřelo. Z celkového počtu vyhozených bylo 28 členů Korejské strany práce (KSP), sedm z sociálně demokratické strany, osm z Čeondoistické strany Ch'ŏngu, tři nezávislí, dva ze Strany lidové republiky (Inmin Konghwadang), dva ze Strany pracujícího lidu a jeden ze Svazu lidových mas (Lidová aliance Gonmin).
Ústřední výbor Korejské strany práce zakázal jakoukoli zmínku o nadcházejících volbách v médiích, pravděpodobně proto, aby zakryl skutečný rozsah čistek. Voliči byli pouze informováni, že místa v jejich volebních obvodech jsou volná kvůli protilidové činnosti jejich bývalých delegátů.
V 55 volebních obvodech kandidovalo po jednom kandidátu KSP. Ve zbývajícím volebním obvodu kandidoval Pak Sin-dok, předseda Čeondoistické strany. Volební procedura byla oproti předchozím volbám, které byly v zahraničí kritizovány jako nedemokratické, mírně pozměněna: V roce 1957 byla bílá volební urna pro hlasy „pro“  a černá pro hlasy „proti“. V roce 1959 byla pouze jedna urna. Prázdný hlasovací lístek se počítal jako hlas „pro“ a lístek s přeškrtnutým jménem kandidáta jako hlas „proti“. Ve volebních místnostech byly kóje, ale obrovský společenský tlak způsobil, že je prakticky nikdo nepoužíval.
Bylo odevzdáno přibližně 1 200 000 hlasů. Pouze 14 z nich (asi 0,001 %) byly hlasy proti kandidátům. Bylo to naposledy, kdy v severokorejských volbách hlasoval někdo proti; všechny následující volby zaznamenaly 100% souhlas.

## Výsledky
| Strana či koalice            | Strana či koalice                                            | Strana či koalice     | Hlasy | %    | Křesla |
| ---------------------------- | ------------------------------------------------------------ | --------------------- | ----- | ---- | ------ |
|                              | Jednotná demokratická vlastenecká fronta pro sjednocení země | Korejská strana práce |       | 100  | 55     |
| Čeondoistická strana Ch'ŏngu | Jednotná demokratická vlastenecká fronta pro sjednocení země | 1                     |       | 100  |        |
| Proti                        | Proti                                                        | Proti                 | 14    | 0,00 | –      |
| Celkem                       | Celkem                                                       | Celkem                |       |      | 56     |